# فرودگاه سانتا رزا (برزیل)
فرودگاه سانتا رزا (برزیل) (به انگلیسی: Santa Rosa Airport (Brazil)) (به زبان بومی: Aeroporto Luís Alberto Lehr) یک فرودگاه همگانی مسافربری با کد یاتا SRA است که یک باند فرود آسفالت دارد و طول باند آن ۱۲۰۰ متر است. این فرودگاه در کشور برزیل قرار دارد و در ارتفاع ۳۰۰ متری از سطح دریا واقع شده است.